# Bell UH-1 Iroquois
Bell UH-1 Iroquois, normalt (officielt i United States Marine Corps) kendt som Huey, er en alsidig helikopter, berømt fra brugen i Vietnamkrigen.
UH-1 blev udviklet omkring 1950 og første betegnelse på helikopteren var HU-1 (helicopter utility), som førte til kaldenavnet Huey. Helikopteren blev taget i brug i 1959 og er blevet produceret i mere end 10.000 eksemplarer.
United States Army satte omkring 7000 UH-1 helikoptere ind i Vietnamkrigen, hvor 2202 piloter blev dræbt og 5086 helikoptere gik tabt. Helikopteren blev brugt til en række taktiske formål, som støtte, luftangreb, fragt, ambulance, bjærgning samt elektronisk krigsførelse. I 1967 blev helikopteren opgraderet til den forlængede version UH-1D. United States Army har senere erstattet UH-1 med UH-60 Black Hawk.
United States Marine Corps benytter fortsat UH-1-helikoptere. Den oprindelige version UH-1N havde to motorer i stedet for én. Hensigten med to motorer var at kunne operere tryggere over åbent vand. Den seneste version, UH-1Y, er en opdateret version af UH-1N. Marinekorpset har fået 100 nye opdaterede helikoptere, som fløj for første gang i 2001.
- Wikimedia Commons har flere filer relateret til Bell UH-1 Iroquois

| Luftfart | Spire Denne artikel om flyvning er en spire som bør udbygges. Du er velkommen til at hjælpe Wikipedia ved at udvide den. |